# Culture Tumaco-La Tolita

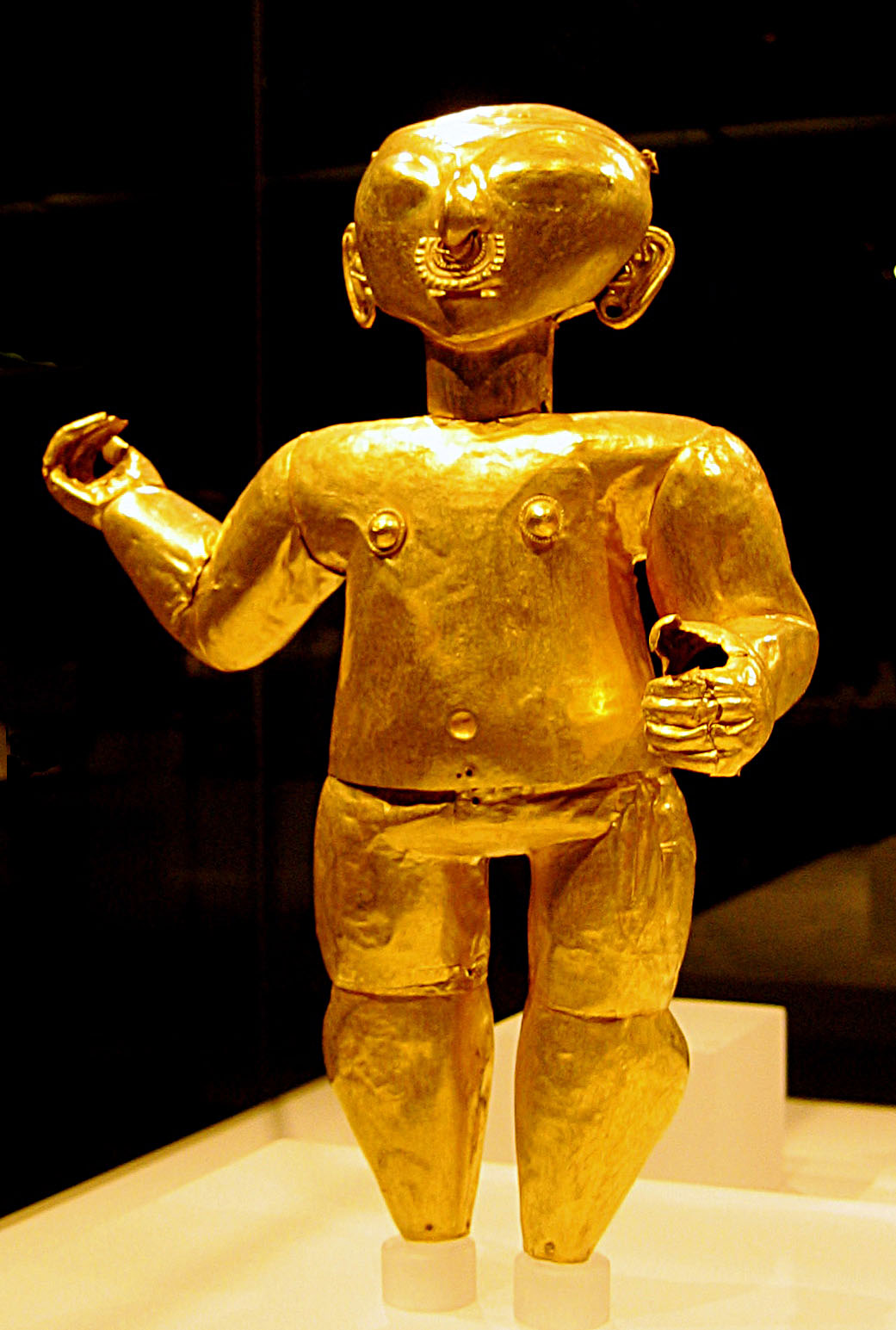
Figure en or de la culture Tumaco-La Tolita, probablement réalisée au Ier siècle apr. J.-C.

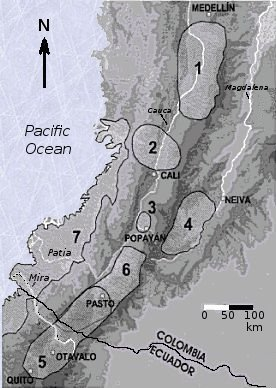
Cultures précolombiennes du sud-est de la Colombie. La culture Tumaco-La Tolita est la numero 7.

La culture de Tumaco-La Tolita est une culture archéologique de l'époque précolombienne qui s'est répandue dans la région côtière à la frontière de la Colombie et de l'Équateur. Deux des sites les plus remarquables de cette culture amérindienne et sont Tumaco et La Tolita, d'où elle tire son nom. Selon la source, elle peut être appelée culture de Tumaco ou de La Tolita. Les preuves archéologiques disponibles de cette culture sont anciennes dans le cas de l'ancien site de La Tolita, dont des matériaux ont été datés du VIIe siècle av. J.-C., tandis que pour Tumaco les plus anciennes dates correspondent à 300 av. J.-C.

## Découverte
Au XVIIIe siècle, le moine Juan de Santa Gertrudis identifie les premières pièces de ce qui allait être appelé la culture Tumaco.  
Par la suite, l'archéologue colombien Julio César Cubillos (es) trouve de nouvelles traces de travaux artistiques réalisés par cette culture.

## Situation
La culture La Tolita s'est développée entre les années 600 av. J.-C. et 400 apr. J.-C. dans l'estuaire du río Santiago, au nord de la province d'Esmeraldas. Son nom est dû à une des îles situées dans cette embouchure sur laquelle étaient de nombreuses tolas, monuments funéraires en forme de monticule de terre.
La zone d'influence comprend la côte Pacifique du département colombien de Nariño et des provinces d'Esmeraldas et Manabí en Équateur.

## Art

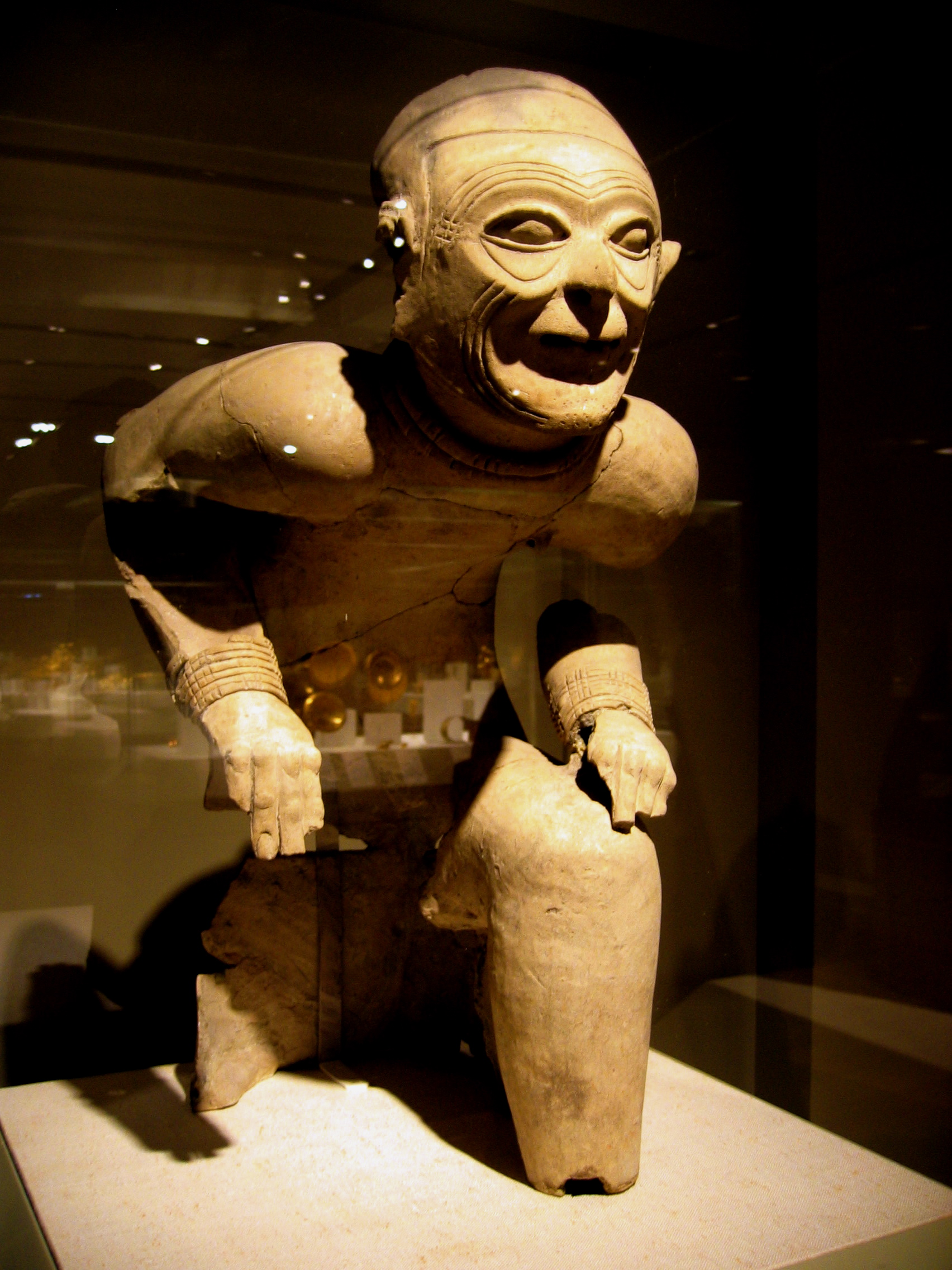
Figure en céramique de La Tolita, Équateur.

L'orfèvrerie Tumaco-La Tolita utilisait l'or et le tumbaga, sous la forme de beaux masques et de figurines qui reflétent une société hiérarchisée avec des cérémoniels complexes. Ces pièces proviennent des tolas, tombes éparpillées en forme de buttes contenant de riches objets funéraires qui ont été victimes de pillages à de nombreuses occasions.
La céramique de cette culture montre de nombreux exemples de coutumes, de religion, d'habillement et des ornements décrivant les groupes ethniques qui ont peuplé la côte du Pacifique pendant des siècles. Il convient de noter les boucles d'oreilles, les anneaux nasaux, les ornements, bandeaux et pectoraux. La poterie était utilisée dans la fabrication des ustensiles de la vie quotidienne, mais aussi pour les éléments rituels et la sculpture.

## Religion
La religion de la culture Tumaco-La Tolita était polythéiste et animiste. La pratique religieuse était dirigée par les seigneurs ou les dirigeants. Un culte était voué aux divinités issues du monde réel comme le jaguar, le serpent, l'aigle, la harpie et l'alligator. L'activité sacerdotale était intense avec des pratiques issues du chamanisme comme la consommation de plantes stimulantes et l'utilisation de divers éléments écologiques. Une profusion de grandes œuvres architecturales était utilisée comme lieux de culte par la classe sacerdotale.

## Organisation sociale et politique
La culture Tumaco-La Tolita présentait une société stratifiée en fonction de la spécialisation de travail et des activités de gouvernement, organisée en seigneuries régies par les autorités issues de la caste religieuse. Les chefs et les grandes familles exerçaient un contrôle politique et économique. Ces personnes ne produisaient pas leur propre nourriture, ni leurs biens indispensables, ils étaient approvisionnés par des personnes de faible statut, comme les agriculteurs, les pêcheurs, les chasseurs, les potiers, les tisserands, etc.